# 2634 James Bradley
2634 James Bradley è un asteroide della fascia principale del diametro medio di circa 39,91 km. Scoperto nel 1982, presenta un'orbita caratterizzata da un semiasse maggiore pari a 3,4548340 UA e da un'eccentricità di 0,0541249, inclinata di 6,40245° rispetto all'eclittica.